# شهرستان چاکتاو (میسیسیپی)
|  |  |  |
|  |  |  |

شهرستان چاکتاو در مرکز ایالت میسیسیپی، واقع در ایالات متحده آمریکا می‌باشد. جمعیت این شهرستان ۸٬۵۴۷ نفر (سال ۲۰۱۰) و وسعت آن ۱٬۰۸۷ کیلومتر مربع است. مرکز این شهرستان شهر آکِرمن می‌باشد.